# Roland Van De Rijse
Roland Van De Rijse (ur. 2 sierpnia 1942 w Beernem) – belgijski kolarz szosowy i torowy, brązowy medalista szosowych mistrzostw świata.

## Kariera
Największy sukces w karierze Roland Van De Rijse osiągnął w 1964 roku, kiedy wspólnie z René Heuvelmansem, Rolandem De Neve i Albertem Van Vlierberghe zdobył brązowy medal w drużynowej jeździe na czas na szosowych mistrzostwach świata w Sallanches. Był to jednak jedyny medal wywalczony przez niego na międzynarodowej imprezie tej rangi. W 1964 roku wziął udział w igrzyskach olimpijskich w Tokio, gdzie Belgowie zajęli w tej konkurencji trzynaste miejsce. Na tych samych igrzyskach wystartował też na torze, razem z kolegami z reprezentacji odpadł jednak już w eliminacjach drużynowego wyścigu na dochodzenie. Nigdy nie zdobył medalu na torowych mistrzostwach świata. W 1965 roku wziął udział w Tour de France, zajmując 59. miejsce w klasyfikacji generalnej. Jako zawodowiec startował w latach 1965-1971.